# Гробница Ли Даня
Гробница Ли Даня (кит. 李诞墓, пиньинь Lĭ Dàn mù) представляет собой надгробный памятник периода Северного Чжоу (557–581 гг. н. э.) иностранцу по имени «Ли Дань» (李诞) в китайской эпитафии. Гробница была раскопана на востоке древнего города Сиань, столицы династий Западная Вэй (534-557 гг. н. э.) и Северная Чжоу (557-581 гг. н. э.), в том же районе, где находились гробницы Кан Е, Ань Цзя и Шицзюня. Гробница с эпитафией сейчас находится в коллекции Сианьского городского музея. Ли Дань умер в 564 году нашей эры.

## Эпитафия
Согласно эпитафии, Ли Дань был «брамином» (кит.: 婆罗门, Póluómén). Он происходил из знатной семьи, а его дед когда-то был вождём племени. Между 520 и 525 годами нашей эры он и его семья мигрировали из Цзибина (район Гандхары на северо-западе Индии) в Китай и получили благосклонность императора Тайцзу (507–556 годы нашей эры). Ли Дань умер в возрасте 59 лет в своём доме в Сиане в 564 году нашей эры. Он получил от императора посмертно титул «префект провинции Хань» («邯州刺史»). Его сын Панти (槃提) написал эпитафию.
Эпитафия гласит:

«Эпитафия Ли Даня, которого также звали Ли Туосуо, покойного префекта провинции Хань, который жил в Пинцзи, страна Чжао, потомка Бо Яна. Его дедом был Фэн Хэ, правитель племени, который много работал и поддерживал репутацию своего рода. Умерший был благородным человеком, который путешествовал из Цзибиня к императорскому двору во время эпохи Чжэнгуан (520–525 гг. н. э.). Поскольку он был брамином, император Тайцзун предложил ему множество подарков и наград. Покойный умер в возрасте 59 лет, 9 апреля, на 4-м году эпохи Баодин (564 г. н. э.), год Деревянной Обезьяны, в своём доме в Ванджили. Император дал ему титул «Префект провинции Хань», и он был похоронен в високосный месяц того же года в Чжонсянли. Его старший сын Панти, опасаясь катаклизмов и опасаясь, что имя его отца может быть забыто, благоговейно написал эту надпись на чёрном камне, чтобы его история могла быть передана незапятнанной».— Эпитафия Ли Даня, написанная его сыном Панти в 564 г. н. э.

## Гробница

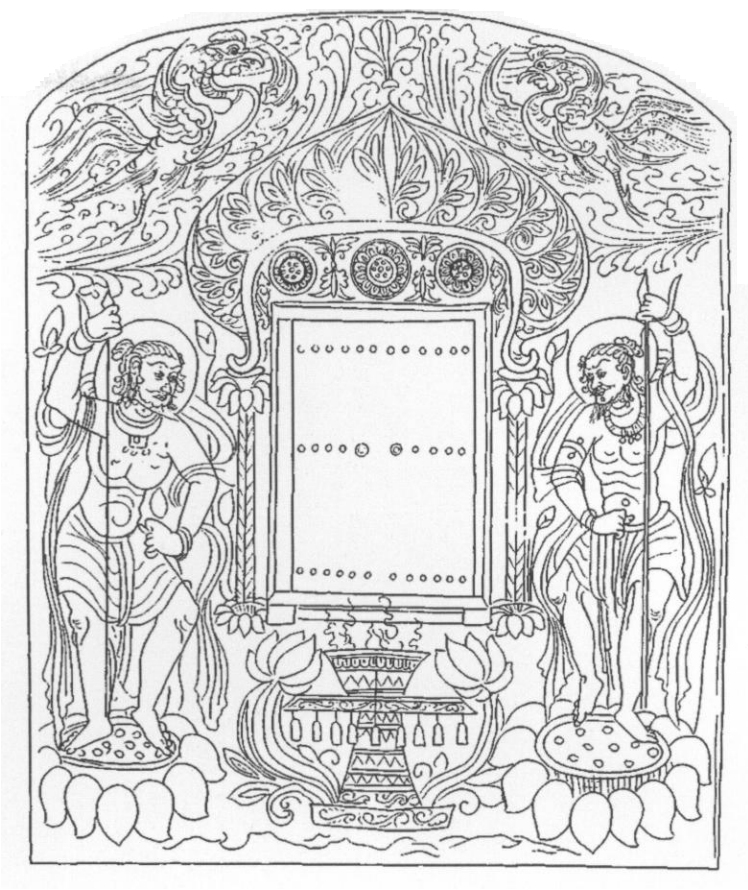
Украшения у входа в гробницу Ли Даня, штриховой рисунок. Она представляет собой двух охранников с ореолом в некитайском стиле и центральный огненный алтарь, который мог быть зороастрийским.

Гробница представляла собой единую кирпичную гробницу квадратной формы с длинным наклонным проходом и туннелем, отражающую традиционные китайские гробницы периода Северного Чжоу. Обнесённая кирпичной стеной, она имела каменные ворота, за которыми стоял каменный гроб. В гробу находились два скелета мужчины и женщины, завернутые в три слоя ткани, а во рту женщины лежала византийская золотая монета Юстиниана I (527-565 гг. н. э.). Следы пигментов позволяют предположить, что внутренние стены гробницы изначально были расписаны.
Гроб украшен тонкой резьбой, представляющей традиционную китайскую космологию. Мотивы также включали двух охранников с ореолом в некитайском стиле и огненный алтарь, который мог быть зороастрийским.

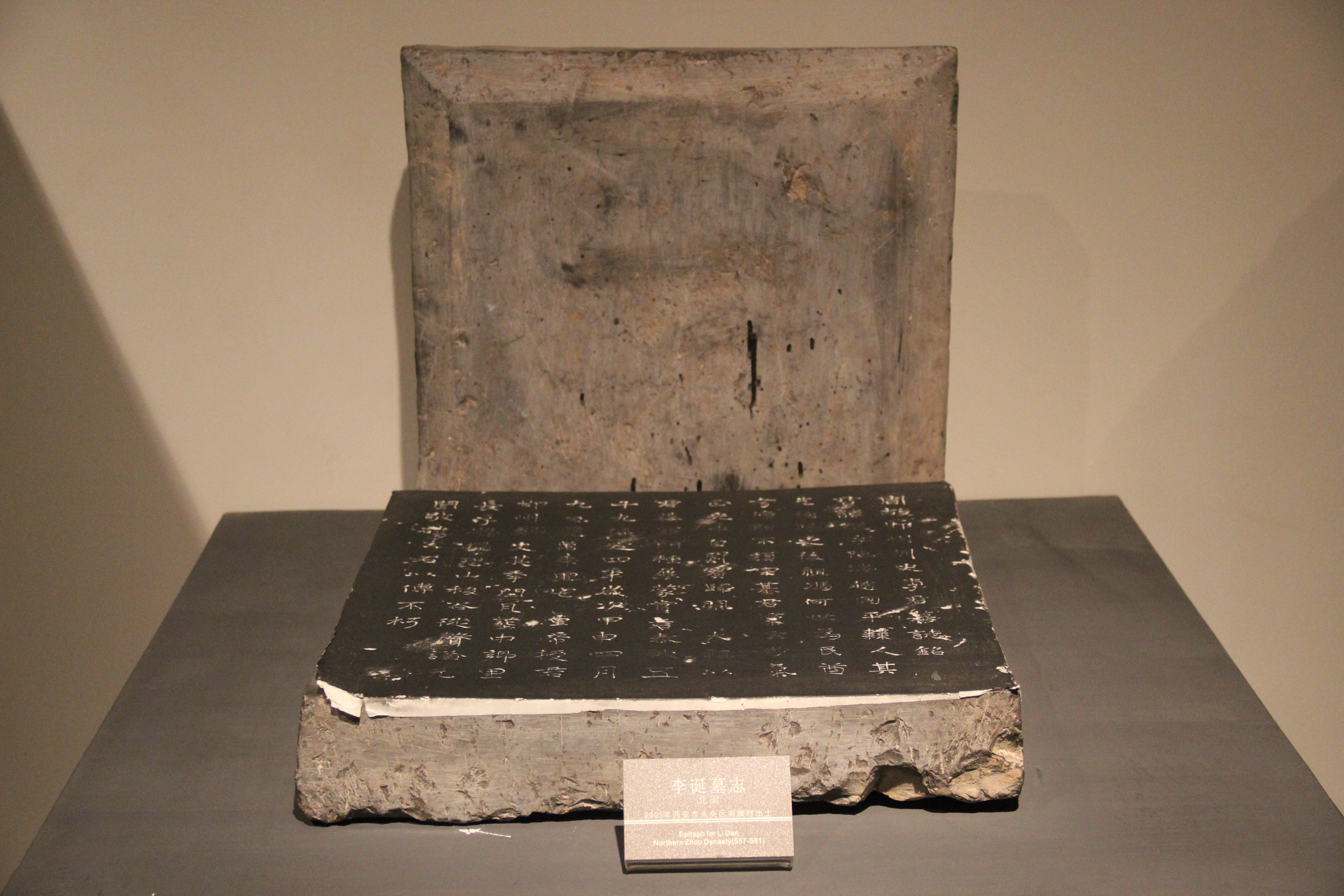
Эпитафия из гробницы Ли Даня
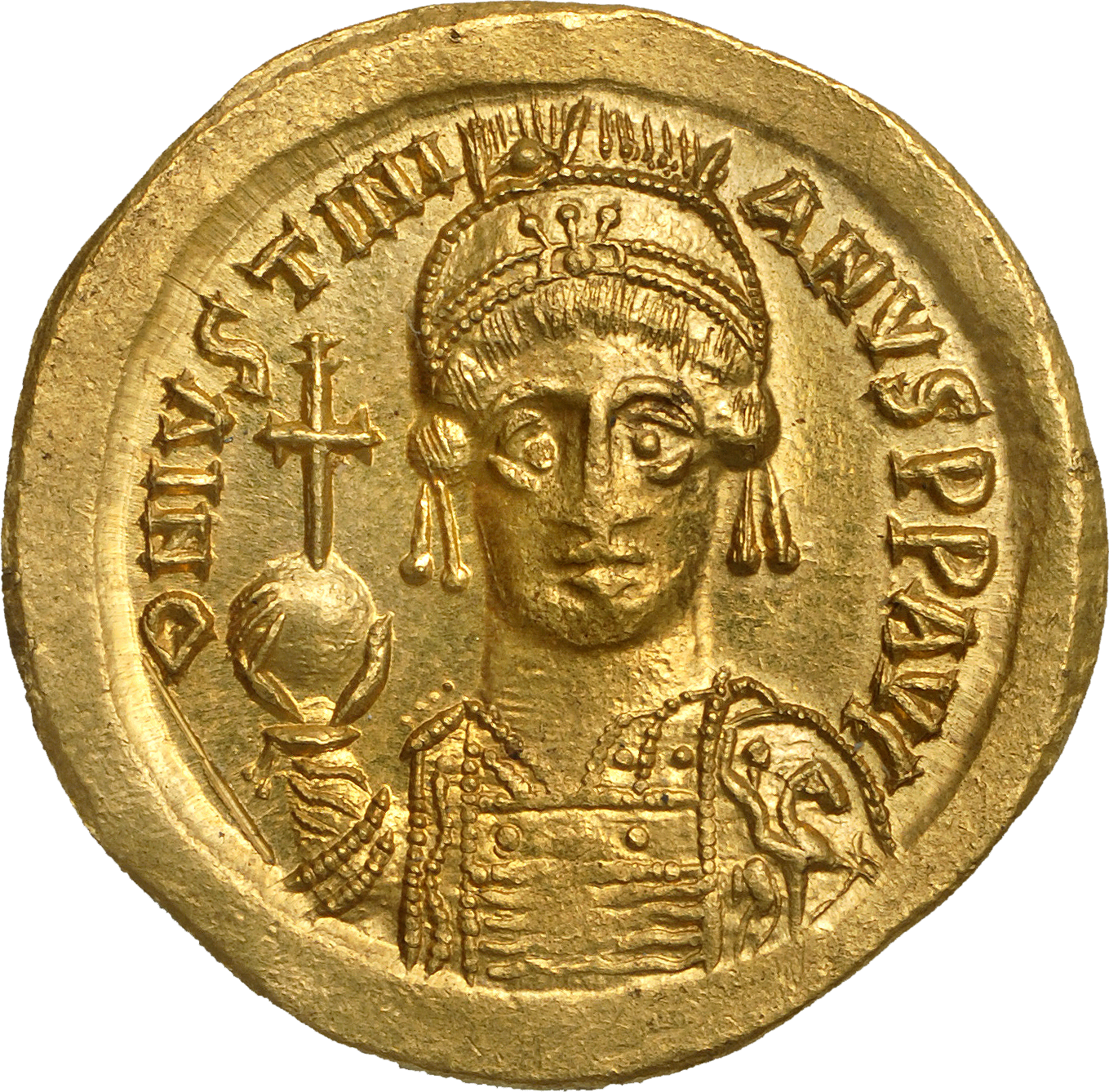
Изображение золотой монеты Юстиниана I, обнаруженной в гробнице
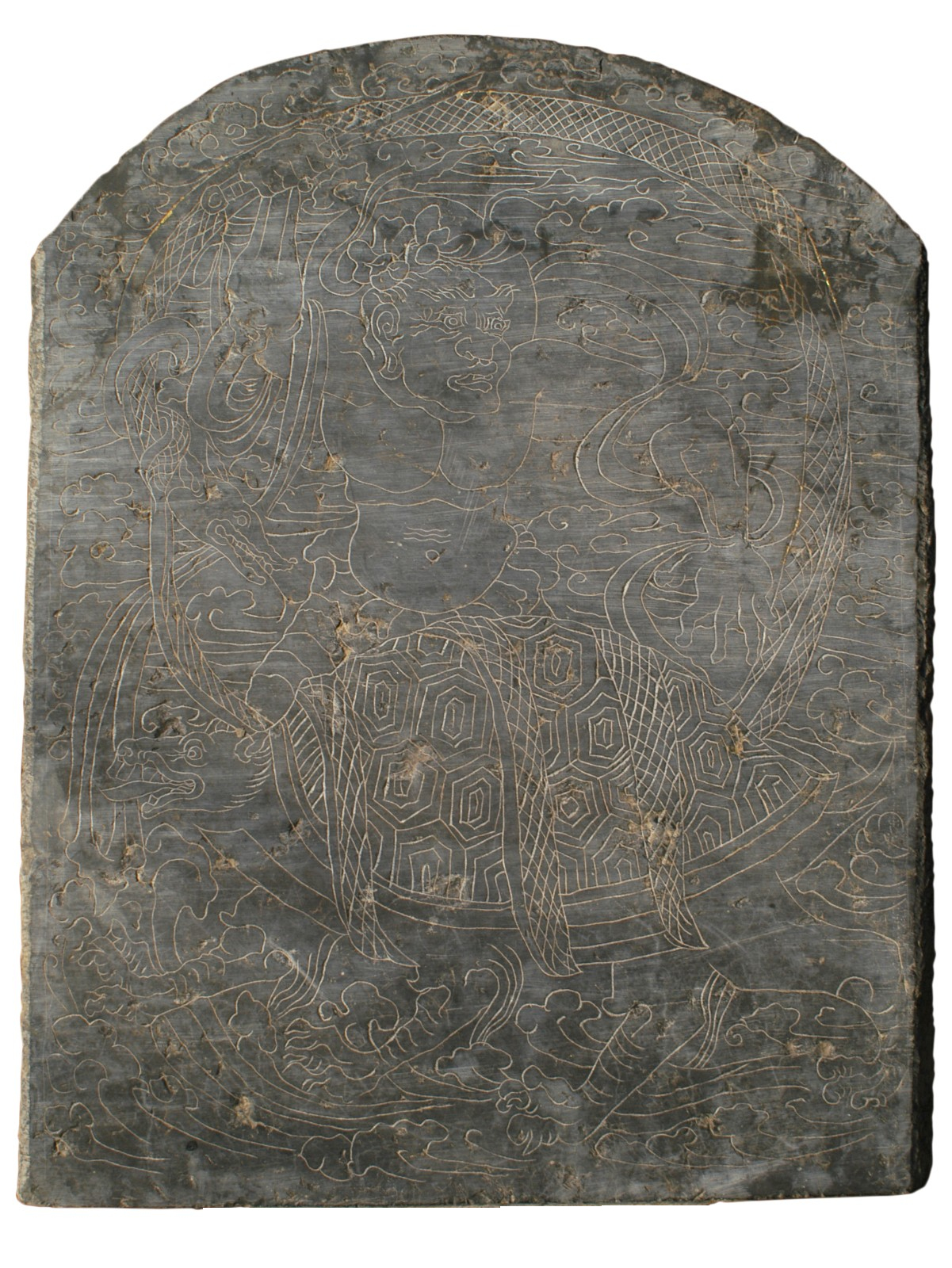
Украшенная задняя панель: традиционная черепаха Сюаньву с божеством в ореоле, держащим меч
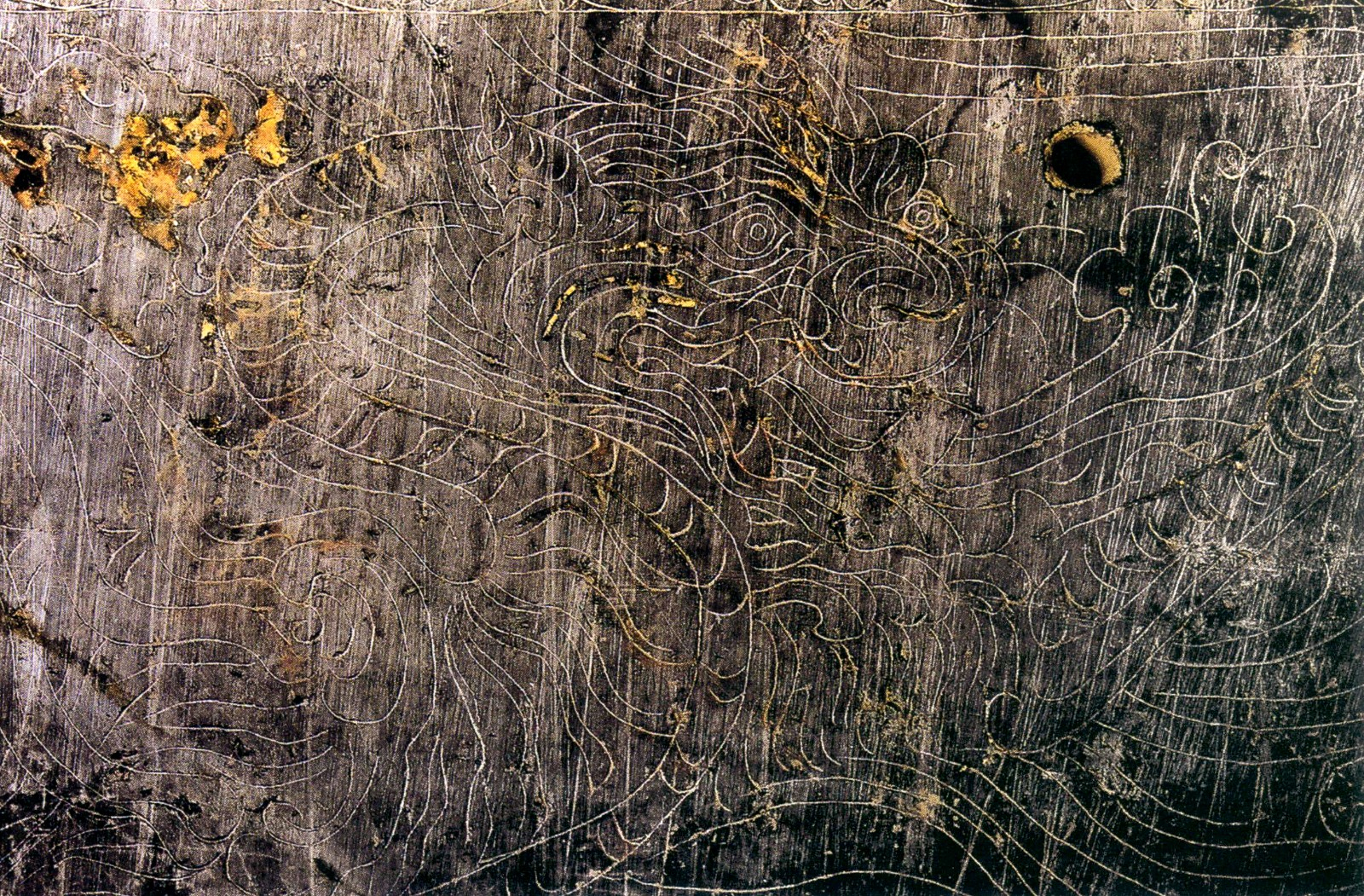
Боковая панель, украшена изображением белого дракона

## Похожие саркофаги

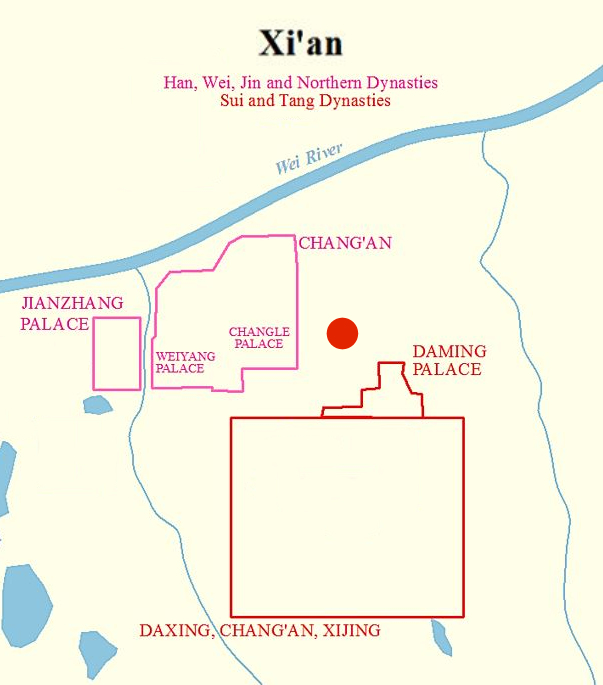
Сиань, местонахождение гробницы Ли Даня (красная точка)

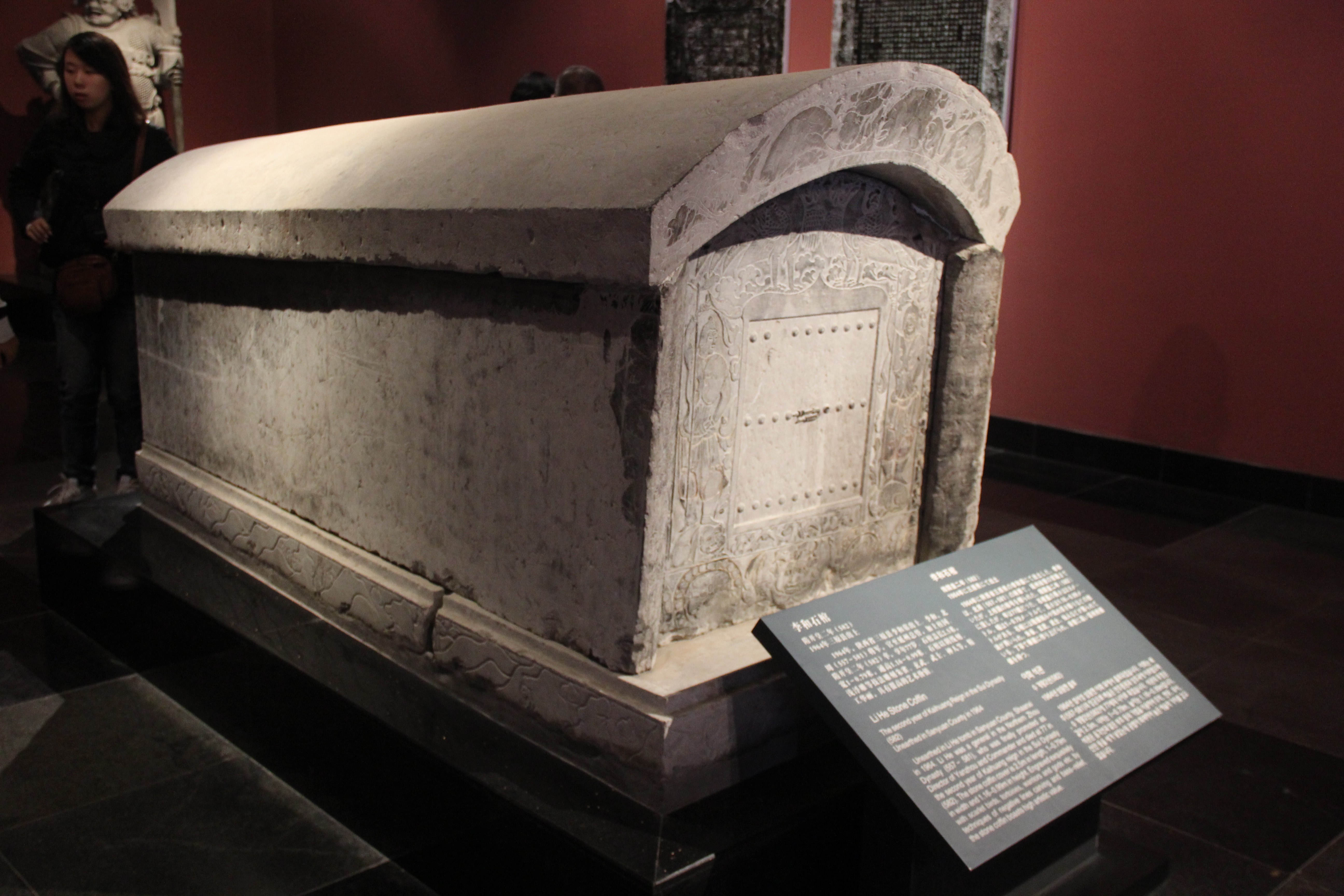
Саркофаг Ли Хэ, полководца Северной Чжоу, аналогичной конструкции (李和墓, 505—582)
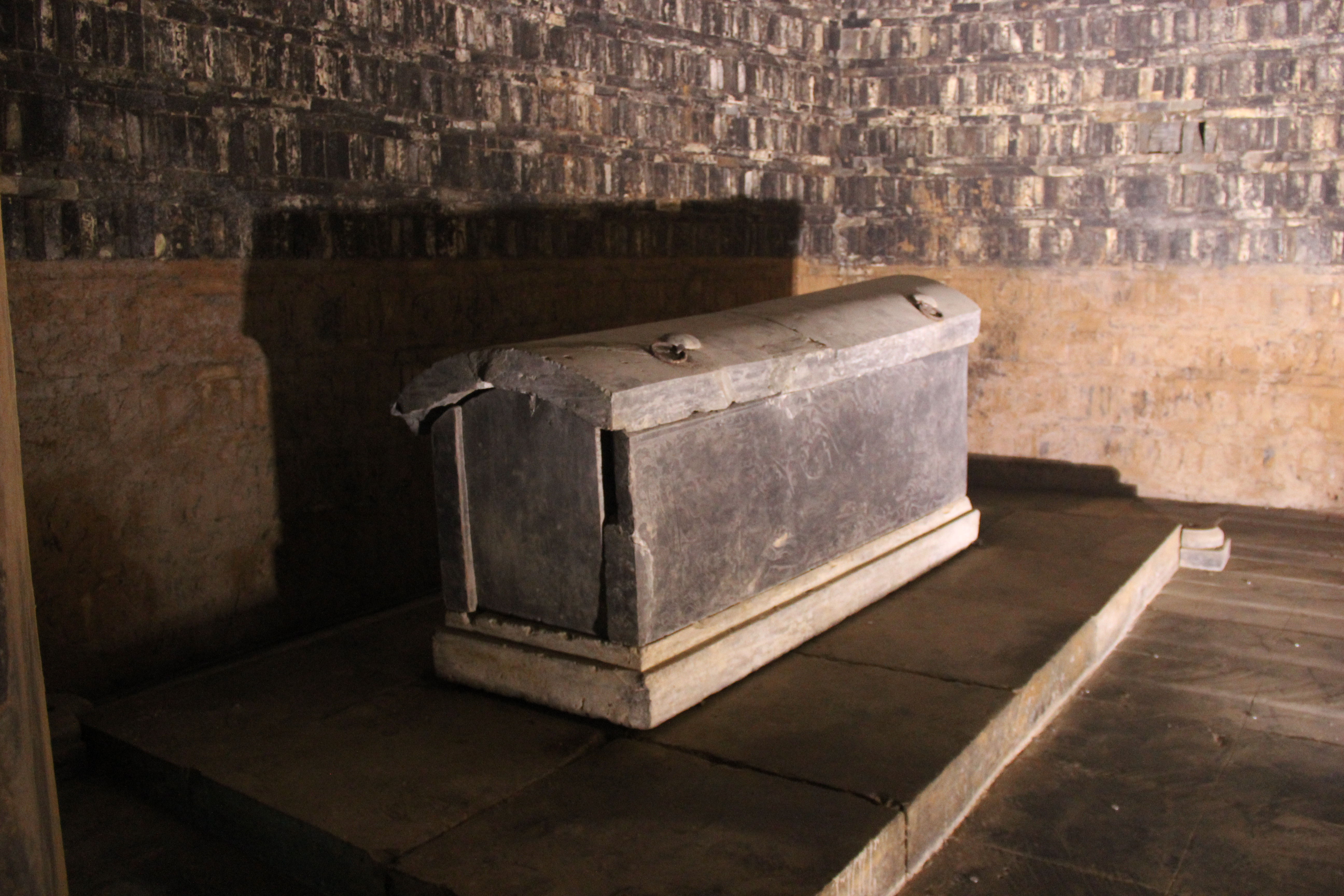
Саркофаг императора Сюаньву (483-515 гг. н. э.)